# ラリー・アブシャー
ラリー・アレン・アブシャー（英語: Larry Allen Abshier、1943年 – 1983年7月11日）は、朝鮮戦争後に北朝鮮（朝鮮民主主義人民共和国）に逃亡した6人のアメリカ兵のうちの1人。アメリカ合衆国中西部のイリノイ州アーバナ生まれ。

## 亡命
アレン・アブシャー二等兵は、アメリカ合衆国陸軍の第1騎兵師団、第9騎兵連隊、第1偵察中隊に所属していた。アブシャーは1962年5月28日、在韓米軍基地をひそかに脱出、DMZ（南北軍事境界線）に忍び寄ってこれを越え、北朝鮮に潜入して韓国での地位と身分を放棄した。当時19歳であった。ジェームズ・ジョセフ・ドレスノクがこの年の8月に亡命するまで、彼は3か月間、朝鮮民主主義人民共和国における唯一のアメリカ人であった。
2006年のドキュメンタリー映画『クロッシング・ザ・ライン（青い目の平壌市民）』で、ジェームズ・ドレスノクは白い顔が彼に向けられているのに気づいて目を覚ましたことを振り返っている。「目を開けた。自分が信じられなかった。また閉じた。夢を見ているに違いない。もう一度目を開けて相手を見て 『一体誰なのか』と尋ねた。相手は『自分はアブシャーだ』と答えた。『アブシャー? 私はアブシャーなる人を知らない』」。
ラリー・アブシャーと他の3人のアメリカ人、ジェームズ・ドレスノク、チャールズ・ロバート・ジェンキンス、ジェリー・ウェイン・パリッシュは、『名もなき英雄（"Unsung Heroes"）』のような他のいくつかの映画にも出演し、邪悪なアメリカ人の役を演じた。これらの映画への出演は彼らを即席の有名人に仕立てた。アブシャーと他の3人はプロパガンダで大当たりし、「地上の楽園」（北朝鮮）に住む4人の写真が国外に流出した。彼らはいつでも成功者のように見え、屈託なく、また、幸せそうに見えた。

## 北朝鮮での生活
チャールズ・ジェンキンスは、彼の著書『望まないなかでの共産主義者』（The Reluctant Communist）の中で、アブシャーは朝鮮語での会話は難しいが、その言語には魅了されており、新聞から高レベルの語彙を勉強するのには何時間も費やすだろうと書いた。ジェンキンスによれば、逃亡兵4人は、最初寺洞区域で同居し、1965年年6月には万景台区域の1部屋の家に移され、1967年秋には太陽里、1969年には貨泉の家に移された。4人は数年にわたって共同生活を送り、金日成の書いた文章を読まされ、暗記させられた。ジェンキンスによれば、万景台で暮らしていたとき、ドレスノクはたとえば部屋を散らかしてアブシャーにそれを片付けるよう命じるなどの行動で彼をいじめた。アブシャーは、ジェンキンスによって「単純で、優しく、善良な魂の持ち主だが、少し頭が鈍くて簡単に付け込まれる人物」として同情をもって描かれた。
しばらくの間、ドレスノクとパリッシュは、ジョン・スタインベックの小説『二十日鼠と人間』に登場する、頭が弱くておめでたい「レニー」という登場人物にちなんで、アブシャーを「レニー」と呼んで馬鹿にした。アブシャーは、ジェンキンスによってそうしなければならないと確信するまで、いじめに立ち向かおうとはしなかった。ドレスノクがいつものようにアブシャーを小突き回そうとしたとき、アブシャーがついに彼を拒み、ジェンキンスが、ドレスノクがアブシャーに襲いかかろうとしたところでドレスノクを打ち負かしたことで彼を守った。その後ドレスノクは、敵意の対象をジェンキンスに移した。
1972年6月30日、他の3人の脱走者とともに彼に北朝鮮の市民権が与えられた。4人の米国脱走兵はばらばらになり、ジェンキンスとドレスノクは勝湖区域立石里に、アブシャーとパリッシュは数キロメートル離れたところに家が与えられた。アブシャー、そしてドレスノク、パリッシュ、ジェンキンスもであるが、彼らには、料理人であり「世話係」であり、ときに性的パートナーともなりうる北朝鮮の女性が「与えられた」。彼女たちは不妊症であると考えられており、結婚した後、何年にもわたって子供がいなかったので離婚させられた女性たちであった。しかし、アブシャーの料理人は思いがけず妊娠し、そのことが判明してすぐに彼の元から消え去った。
その後、アブシャーは別の女性と結婚した。『クロッシング・ザ・ライン』において、ドレスノクは女性は朝鮮人であるとしているが、ジェンキンスは『望まないなかでの共産主義者』のなかで、アブシャーの妻となった女性は北朝鮮政府が彼に与えたアノーチャ・パンジョイというタイ人女性であると述べている。ジェンキンスによれば、彼女はマカオでマッサージ師として働いていたところを北朝鮮工作員に拉致されて北朝鮮に連行され、まもなく1978年にアブシャーに「与えられた」女性である。拉致に関するジェンキンス証言は、彼が北朝鮮で彼女の写真を撮影していたこともあって信じ難いほどに歓迎された。これは、北朝鮮拉致問題について、北朝鮮が日本ばかりではなく、それ以外の国の市民も拉致した可能性があることを示したものであった。
アブシャー夫妻には子供がいなかった。アブシャー死後の1984年11月、立石里に米国人用のアパートが完成し、4世帯がそこに入居した。アノーチャは1989年、東ドイツの実業家と再婚させるためアパートから連れ去られた。

## 死
アブシャーたちアメリカ人脱走兵4人は、1981年より士官学校で英語を教える職に就いていた。1983年7月11日の真夜中過ぎ、平壌直轄市で心臓発作によって40歳で突然亡くなった。ジェンキンスによれば、アブシャー夫妻とジェンキンス・曽我ひとみ夫妻は当時隣人同士であり、アブシャーの妻アノーチャ・パンジョイはアブシャーの容態の急変に際して隣人に助けを求めた。ジェンキンスがアブシャーの家に着いてほどなくしてアブシャーは息を引き取り、医師の到着は間に合わなかった。彼の葬式は北朝鮮国家によって資金提供がなされ、比較的体裁よく執り行われた。参列者たちはおおいに飲み食いした。アブシャーの墓石に刻された死亡日や出身地は間違っており、ジェンキンスはそのことを当局に伝えたが、無視された。墓は、横田めぐみが自殺したとされる病院から約1キロメートルのところにあり、1998年に死去したジェリー・パリッシュの遺体は彼の横に葬られた。